# Bruno Ferraz das Neves
Bruno Ferraz das Neves (sinh ngày 11 tháng 6 năm 1984) là một cầu thủ bóng đá người Brasil.

## Sự nghiệp câu lạc bộ
Bruno Ferraz das Neves đã từng chơi cho Consadole Sapporo.

## Thống kê câu lạc bộ

### J.League
| Đội               | Năm       | J.League | J.League | J.League Cup | J.League Cup | Tổng cộng | Tổng cộng |
| Đội               | Năm       | Trận     | Bàn      | Trận         | Bàn          | Trận      | Bàn       |
| ----------------- | --------- | -------- | -------- | ------------ | ------------ | --------- | --------- |
| Consadole Sapporo | 2011      | 6        | 0        | -            | -            | 6         | 0         |
| Tổng cộng         | Tổng cộng | 6        | 0        | 0            | 0            | 6         | 0         |